# Шурікару
Шурікару (рум. Șuricaru) — село у повіті Вилча в Румунії. Входить до складу комуни Мілкою.
Село розташоване на відстані 147 км на північний захід від Бухареста, 8 км на південний схід від Римніку-Вилчі, 93 км на північний схід від Крайови, 114 км на південний захід від Брашова.

## Населення
За даними перепису населення 2002 року у селі проживали 89 осіб, усі — румуни. Усі жителі села рідною мовою назвали румунську.